# Rajd Wełtawy 1973
Rajd Wełtawy 1973 (14. Rallye Vltava) – 14. edycja rajdu samochodowego Rajd Wełtawy rozgrywanego w Czechosłowacji. Rozgrywany był od 6 do 7 lipca 1973 roku. Była to czternasta runda Rajdowych Mistrzostw Europy w roku 1973.

## Klasyfikacja rajdu
| Miejsce                      | Kierowca                     | Pilot                        | Samochód                     | Czas                         | Strata                       |                              |
| Klasyfikacja generalna i ERC | Klasyfikacja generalna i ERC | Klasyfikacja generalna i ERC | Klasyfikacja generalna i ERC | Klasyfikacja generalna i ERC | Klasyfikacja generalna i ERC | Klasyfikacja generalna i ERC |
| ---------------------------- | ---------------------------- | ---------------------------- | ---------------------------- | ---------------------------- | ---------------------------- | ---------------------------- |
| 1.                           | Walter Röhrl                 | Jochen Berger                | Opel Ascona 1.9 SR           | 4:23:46                      | 0.0                          |                              |
| 2.                           | Sandro Munari                | Mario Mannucci               | Lancia Fulvia 1.6 Coupé HF   | 4:40:47                      | +17:01                       |                              |
| 3.                           | Jan Carneborn                | Hans Sylvan                  | Opel Ascona                  | 4:57:27                      | +33:41                       |                              |
| 4.                           | Jaroslav Jelínek             | Svatopluk Kvaizar            | Škoda 120 S Rallye           | 5:00:03                      | +36:17                       |                              |
| 5.                           | Clarense Hellberg            | Anders Sjöborg               | BMW 2002                     | 5:02:55                      | +39:09                       |                              |
| 6.                           | Milan Žid                    | Jaroslav Vylít               | Škoda 120 S                  | 5:04:45                      | +40:59                       |                              |
| 7.                           | Kurt Larsson                 | Lennart Johansson            | Opel Kadett Sprint           | 5:09:31                      | +45:45                       |                              |
| 8.                           | Ruben Börjesson              | Marianne Sterner             | Opel Ascona                  | 5:09:36                      | +45:50                       |                              |
| 9.                           | Gunnar Casselsjo             | Lars Berlin                  | Ford Capri 2600              | 5:10:23                      | +46:37                       |                              |
| 10.                          | Josef Srnský                 | Jiří Syrovátko               | Škoda 110 RC                 | 5:13:54                      | +50:08                       |                              |